# Fosforylace

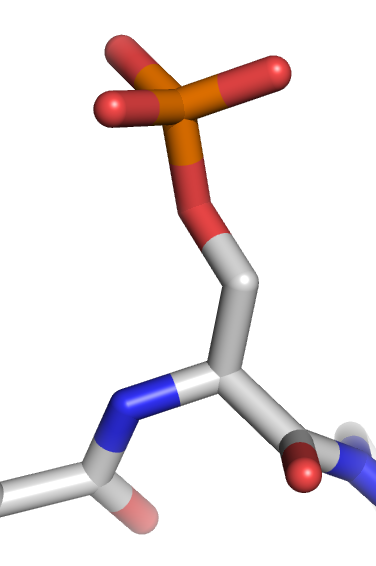
Fosforylovaný serinový zbytek

Fosforylace  je adice fosfátových skupin (PO 3−
4 ) na proteiny nebo jiné organické molekuly. Může měnit strukturu proteinů v enzymech a tím i jejich funkci a činnost. Fosforylace proteinů hraje významnou roli v celé řadě buněčných procesů. Z tohoto důvodu se stává předmětem řady biochemických výzkumů.

## Fosforylace proteinů

### Historie
V roce 1906 Phoebus A. Levene v Rockefellerově ústavu pro lékařský výzkum identifikoval fosfát v bílkovině vitellin, a v roce 1933 Fritz Lipmann objevil fosfoserin v kaseinu. Nicméně trvalo dalších 20 let, než Eugene P. Kennedy popsal první "enzymatickou fosforylaci proteinů".

### Funkce
Reverzibilní fosforylace proteinů je důležitý regulační mechanismus, který se vyskytuje u prokaryotických i eukaryotických organismů.
Kinázy fosforylují bílkoviny a fosfatázy bílkoviny defosforylují. Mnohé enzymy a receptory jsou ve stavu "zapnutý" nebo "vypnutý" prostřednictvím fosforylace a defosforylace. Reverzibilní fosforylace vede ke konformačním změnám struktury mnohých enzymů a receptorů, které způsobují aktivaci nebo deaktivaci. Fosforylace se v eukaryotických proteinech obvykle vyskytuje na aminokyselinách serin, threonin, tyrosin a histidinových zbytcích. Histidinová fosforylace eukaryotických proteinů je častější než fosforylace na tyrosinu. V prokaryotických bílkovinách dochází k fosforylaci zbytků aminokyselin serin, threonin, tyrosin, histidin, arginin nebo lysin. Přidáním fosfátových iontů (HPO 2-
4 ) na polární R skupiny aminokyselinových zbytků se mohou změnit hydrofobní části proteinu na polární a extrémně hydrofilní část molekuly. Tímto způsobem je možné zavést konformační změnu ve struktuře proteinu prostřednictvím interakce s jinými hydrofobními a hydrofilními částmi proteinu.
Jeden takový příklad regulace je fosforylace p53 tumor supresorových proteinů. Protein p53 je silně regulován a obsahuje více než 18 různých míst fosforylace. Aktivace p53 může vést k zástavě buněčného cyklu, který může být obrácen a za určitých okolností může vést k apoptotické buněčné smrti. Tato aktivita se vyskytuje pouze v situacích, kdy jsou buňky poškozené, nebo je u zdravých jedinců narušená jejich fyziologie. Po deaktivačním signálu je protein znovu defosforylován a přestane fungovat. Aktivace fosforylací je mechanismus, který se vyskytuje v mnoha formách přenosu signálů, jako například způsob, jakým se světlo zpracovává ve světločivných buňkách sítnice.
Regulační role fosforylace:
- Termodynamika biologických systémů pro reakce vyžadující energii
  - Fosforylace Na+/K+-ATPázy během přepravy sodíkových (Na+) a draslíkových (K+) iontů přes buněčnou membránu v osmoregulaci pro udržení homeostázy v těle.

- Zprostředkování inhibice enzymu
  - Fosforylace enzymu GSK-3 pomocí protein kinázy B jako součást inzulinové signální dráhy.[12]
  - Fosforylace Src tyrozin kinázy přes C-terminální Src kinázu (Csk) indukuje konformační změnu v enzymu, která zakrývá jeho kinázové domény, a tak se vypne kinázová aktivita.[13]

- Protein-proteinové interakce prostřednictvím "rozeznávacích domén"
  - Fosforylace cytosolických komponentů NADPH oxidázy, což je velký membránově vázaný multi-proteinový enzym přítomný u fagocytárních buněk, hraje důležitou roli v regulaci protein-proteinových interakcí v tomto enzymu.[14]

- Degradace proteinů
  - V roce 1990 bylo zjištěno, že fosforylace některých proteinů způsobuje jejich degradaci přes ATP-dependentní ubiquitin / proteazomové dráhy. Tyto cílové proteiny se stanou substráty pro jednotlivé E3 ubiquitin ligázy pouze tehdy, jsou-li fosforylovány.

### Signální dráhy
Objasnění komplexní signální dráhy fosforylace může být obtížné. V buněčných signálních drahách protein A fosforyluje protein B a protein B pak fosforyluje protein C. Nicméně, v jiných signálních drahách protein D fosforyluje protein A, nebo fosforyluje protein C. Globální přístupy jako je fosfoproteomika (což je studium fosforylovaných proteinů prostřednictvím proteomiky v kombinaci s hmotnostní spektrometrií), byly využity k identifikaci a kvantifikaci dynamických změn fosforylovaných proteinů v průběhu času. Tyto techniky jsou důležité pro systematickou analýzu komplexních fosforylačních sítí. Byly úspěšně použity k identifikaci dynamických změn ve stavu fosforylace na více než 6000 místech po stimulaci epidermálním růstovým faktorem.
Jiný přístup k pochopení fosforylačních sítí je na základě měření genetické interakce mezi více fosforylovanými proteiny a jejich cíli. To ukazuje zajímavé opakující se vzorce interakcí tzv. síťové motivy.

### Místa proteinové fosforylace
Existuje tisíce různých fosforylačních míst v dané buňce, protože:
- Existuje tisíce různých druhů bílkovin v konkrétní buňce (například lymfocytů)
- Odhaduje se, že 1/10 až 1/2 proteinů je fosforylována (v určitém buněčném stavu)
- Fosforylace se často vyskytuje na několika různých místech na daném proteinu

Fosforylace jakéhokoli místa na daném proteinu může změnit funkci nebo lokalizaci tohoto proteinu. Například, pokud je aminokyselina Serin-473 ("S473") v proteinu AKT fosforylována, protein kináza B je funkčně aktivní jako kináza. Pokud protein kináza B není fosforylována, je to neaktivní kináza.

### Typy fosforylace
Uvnitř bílkoviny může dojít k fosforylaci na několika aminokyselinách. Fosforylace na serinu je nejčastější, hned za ním následuje threonin. Tyrosinová fosforylace je poměrně vzácná. Vzhledem k tomu, že tyrosin-fosforylované proteiny je poměrně snadné purifikovat pomocí protilátek, jsou fosforylace prostřednictvím tyrosinu poměrně dobře prozkoumané. Fosforylace histidinu a aspartátu se vyskytují hlavně u prokaryot jako součást dvousložkové signalizace. V některých specifických případech se může vyskytovat také v signálních drahách u eukaryot.

### Detekce a charakterizace
Protilátky mohou být použity jako výkonné nástroje pro detekci toho, zda je protein na určitém místě fosforylován. Protilátky vážou a detekují konformační změny vyvolané fosforylací proteinů. Tyto protilátky se nazývají fosfo-specifické. Nyní jsou k dispozici stovky těchto protilátek. Jsou to důležité biochemické nástroje a to jak pro základní výzkum, tak pro klinické diagnózy.

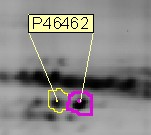
Příklad posttranslační modifikace detekované na 2D gelu YUI(hranice byly vymezené podle analytického softwaru, identifikace byla provedena hmotnostní spektrometrií, P46462 je ID proteinu v Expasy)

## Posttranslační modifikace
PTM (Posttranslační modifikace) izoformy jsou snadno zjistitelné na 2D gelu. Fosforylace nahrazuje neutrální hydroxylové skupiny na serinech a threoninech nebo tyrosinech za negativně nabité fosfátové skupiny s pKs kolem 1.2 a 6.5. Pod pH 5,5 fosfáty přidají jeden záporný náboj, u pH 6,5 přidávají 1,5 záporného náboje, nad pH 7,5 přidávají 2 záporné náboje. Relativní množství každé izoformy může být také snadno a rychle určeno z intenzity zbarvení na 2D gelu.
V některých velmi specifických případech, je možné detekovat fosforylaci jako posun v proteinu. Tuhle elektroforetickou pohyblivost lze provádět pomocí jednoduchých 1rozměrných SDS-PAGE gelů, jak je to popsáno například pro transkripční koaktivátor v článku Kovacs et al.
Většina fosforylačních míst, pro které byly tyto mobilní posuny popsány spadají do kategorie SP a TP míst. (tj. prolinové zbytky následované fosforylovanými serinovými nebo threoninovými zbytky).
Nedávné rozsáhlé analýzy hmotnostní spektrometrie byly použity k určení místa fosforylace proteinů. Za poslední 4 roky, desítky studií zveřejnily každou identifikaci tisíců míst, z nichž dříve mnohé nebyly popsány. Hmotnostní spektrometrie je ideální pro takové analýzy, pro které přidávání fosforylace vede ke zvýšení množství proteinů a fosforylovaného zbytku. Nicméně, pokročilé, vysoce přesné hmotnostní spektrometry jsou u těchto studií nezbytné, což představuje omezení pouze na laboratoře s nejmodernějšími hmotnostními spektrometry.
Podrobná charakterizace lokalit fosforylace je velmi obtížná, a kvantifikaci proteinů fosforylací pomocí hmotnostní spektrometrie vyžaduje vnitřní standardní přístupy s použitím izotopů 
Relativní kvantifikaci lze získat s různými diferenciálními technologiemi, například označování prostřednictvím izotopů. Existuje také několik kvantitativních metod proteinové fosforylace, včetně fluorescenčních a imunologických, FRET, TRF, fluorescenční polarizace, fluorescenční spektroskopie, gelová retardační analýza (EMSA), bead-based detekce (metoda pozostávající ze třech prvků: kulička (průměrem 5,6-micromů), oligomerní zachycovací sondy připojené k povrchu a tři fluorofory pro multiplexní detekci), cell-based metody (metody založené na bázi buněčných testů se vztahují na některý z řady různých experimentů založených na použití živých buněk. Tyto metody mohou obsahovat různé testy, které měří proliferaci buněk, toxicitu, motilitu, měřitelnou výrobu produktu, a morfologii buněk. Cell-based testy nabízejí přesnější vyjádření reálného života v modelu, protože jsou používány živé buňky, a také nabízejí možnost dynamického experimentu prostřednictvím sledování množství nebo chování živých buněk).

## Jiné druhy
ATP, "vysoce energetické" výměnné médium v buňce, je syntetizováno v mitochondriích přidáním třetí fosfátové skupiny na ADP v procesu nazvaném oxidační fosforylace. Další způsob tvorby ATP je syntetizace na úkor sluneční energie v procesu fotofosforylace v chloroplastech rostlinných buněk.
Fosforylace cukrů je často první fáze jejich katabolismu. To umožňuje buňkám hromadit cukry, protože fosfátová skupina brání molekulám difundovat zpátky přes jejich transportéry. Dále existuje tzv. substrátová fosforylace, při které vznikne ATP mimo dýchací řetězec(např.: z GTP vznikající v Citrátovém cyklu, při glykolýze, apod...).